# Heidi Kempa

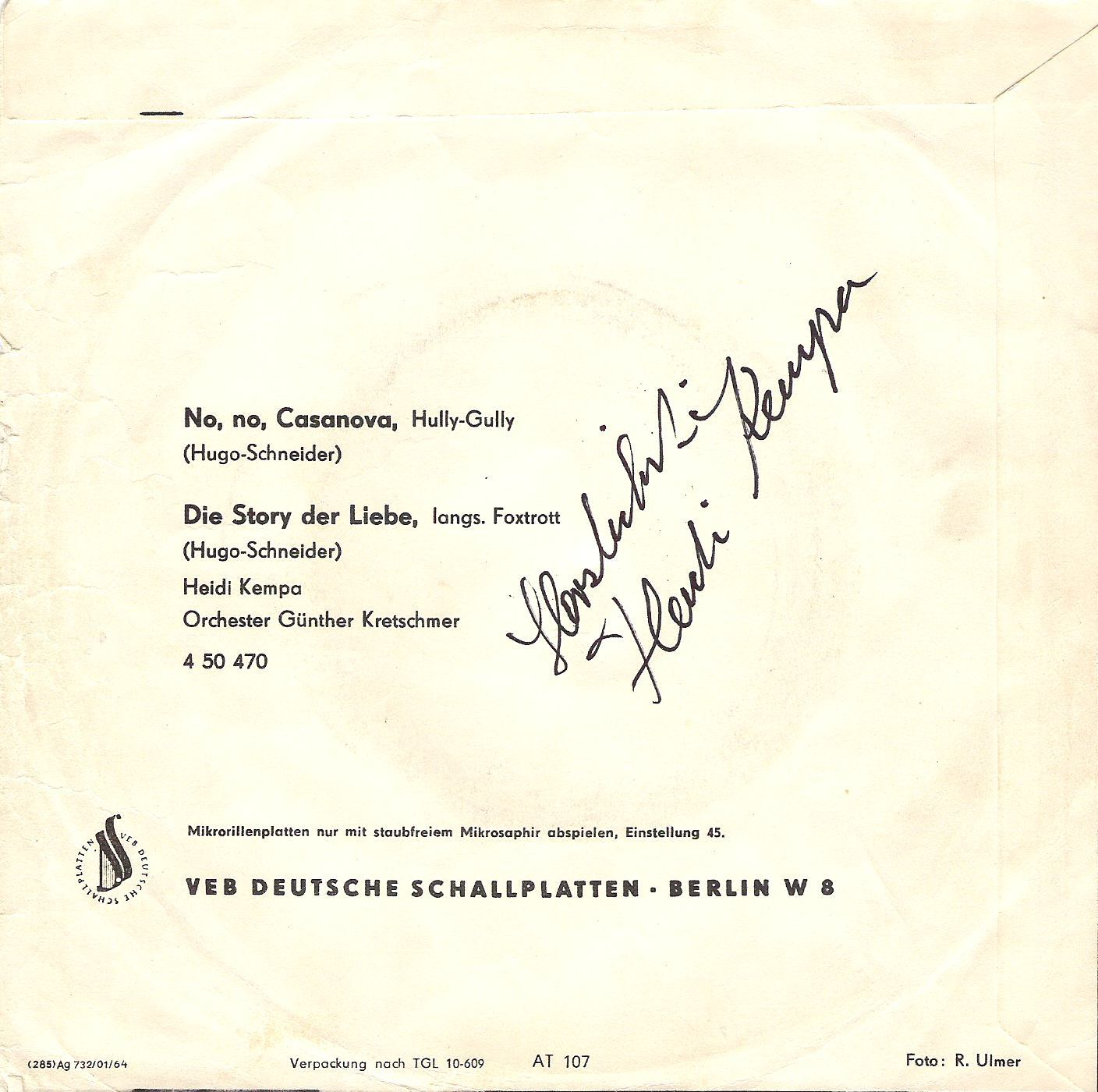
Cover-Rückseite

Heidi Kempa (* 13. September 1941 in Velten, Brandenburg) ist eine ehemalige DDR-Schlagersängerin, sie war in den 60er und 70er Jahren populär.

## Leben
Nach ihrer Schulzeit erlernte sie in Hennigsdorf den Beruf eines Industriekaufmanns und arbeitete in der Kulturgruppe des Stahlwerkes mit. Dort trat sie 1960 erfolgreich in Heinz Quermanns „Herzklopfen kostenlos“ auf. Bei zwei weiteren Auftritten in dieser Sendereihe gefiel sie mit „Der große Fluss“ und „Liebe mich“. Zum Schlagergesang kam sie über die Bewegung „Junge Talente“, wobei sie 1961 sowohl beim Kreis-, als auch beim Bezirksausscheid Platz 1 belegte und erfolgreich am DDR-Ausscheid teilnahm. Klaus Hugo schrieb ihr 1962 den Titel „Roter Mohn wird wieder blüh´n“, mit dem sie Spitzenplätze in den DDR-Hitparaden belegte und der auch bei AMIGA erschien. Im Nachwuchsstudio des Berliner Rundfunks, einer Kaderschmiede der DDR-Schlagerbranche, und durch eigenes Lernen vervollkommnete sie ihre musikalischen Fähigkeiten. Ihr Hobby wurde zum Beruf. Weitere Schallplattenaufnahmen folgten 1963, so u. a. „Serenade der Nacht“. Der Titel „Ich hab´ nichts gegen Liebe und Mondschein“ platzierte sich 1964 unter den Top 15 der Schlager des Jahres. Das Publikum honorierte diese Erfolge und Heidi Kempa bekam im gleichen Jahr das „Goldene Mikrofon“ als beliebteste Interpretin. Im Funk und Fernsehen und auf Tourneen in allen Teilen der Republik war sie seit langem präsent. Gastspiele führten sie nach Bulgarien, Polen, die UdSSR und nach Jugoslawien.
Von etwa 1985 bis 1990 arbeitete sie als Gesangspädagogin in Hennigsdorf.
Ab 1990 widmete sie sich ihrer Liebe zu Tieren und baute mit Gleichgesinnten den
Tierschutzverein Oberhavel auf, in dessen Vorstand sie heute noch aktiv mitwirkt.

## Titelauswahl
- Roter Mohn wird wieder blüh´n (AMIGA 1962)
- Die Sehnsucht kam (AMIGA 1963)
- Nur die Wolken dort im Wind (AMIGA 1963)
- Sag mir noch nicht „Gute Nacht“ (AMIGA 1963)
- Sanssouci-Melodie (AMIGA 1963)
- Serenade der Nacht (AMIGA 1963)
- Wer dich kennt muss dich lieben (1963)
- Sieben Rosen (1963)
- Die Story der Liebe (AMIGA 1965)
- No, no, Casanova (AMIGA 1965)
- Ein blauer Sommertag (1965)
- Mondscheinmelodie (1966)
- Hab vielen Dank für den herrlichen Tag (1972)
- Dein Zuhaus’ (1975)
- Bevor es Tränen gibt (1975)
- Gib es auf, alter Freund (1980)
- Ich weiß, dass alles wieder schön wird (1987)
- Träume sind Schäume (1966)
- Schweigen ist Gold
- Worte der Liebe
- Rosen im Regen (1965)
- Gib dem Tag den Namen „Liebe“ (1979)
- Weil ich dich nicht vergessen kann
- Wieviel Träume hat ein Tag (1979)
- Es war einmal ein Spielmann (1964)
- Unser Leben soll nur Liebe sein (1964)
- Ein Blick – ein Kuss (1963)
- Tausendundeine Nacht (1963)
- Glaub’ es mir
- Diesen Walzer tanz’ ich nur mit dir (1963)
- Bleib immer bei mir (1963)
- Die Stimme des Herzens (1964)
- Du sollst nicht gleich dein Herz verlieren (1966)
- Erzähl’ mir nichts vom großen Glück (1967)
- Hol mich doch ab (1965)
- Ich hab’ nichts gegen Liebe und Mondschein (1964)
- Komm, fahr mit mir im Karussell (1970)
- Küsse unterm Regenbogen (1965)
- Mach mit mir ´ne Fahrt ins Land der Liebe (1964)
- Wenn´s der Zufall will (1963)
- Worte wie Eis (1984)